# Fratelli dell'Immacolata Concezione della Beata Maria Vergine
I Fratelli dell'Immacolata Concezione della Beata Maria Vergine, detti di Huijbergen (in latino Fratres Immaculatae Conceptionis B. V. M. Matris Dei, in neerlandese Broeders van de Onbevlekte Ontvangenis van de Allerheiligste Maagd en Moeder Gods Maria), sono un istituto religioso maschile di diritto pontificio: i membri di questa congregazione laicale pospongono al loro nome la sigla C.F.H.

## Storia
La congregazione venne fondata il 25 settembre 1854 dal vescovo di Breda Joannes van Hooydonk per curare gli orfani ospitati nell'ex convento guglielmita di Huijbergen.
L'istituto, aggregato all'ordine dei Frati Minori Cappuccini dal 27 aprile 1956, ricevette il pontificio decreto di lode il 22 aprile 1958 e le sue costituzioni vennero approvate definitivamente dalla Santa Sede il 5 dicembre 1963.

## Attività e diffusione
I Fratelli di Huijbergen seguono la regola del Terzo Ordine Regolare di San Francesco: si dedicano all'istruzione e all'educazione cristiana della gioventù maschile.
Sono presenti nei Paesi Bassi, in Indonesia, in Brasile e in Papua Nuova Guinea: la sede generalizia è a Huijbergen, presso Woensdrecht (Brabante Settentrionale).
Al 31 dicembre 2005, l'istituto contava 13 case e 112 religiosi (uno dei quali sacerdote).